# Веттерберг, Карл Антон
Карл Антон Веттерберг (швед. Wetterbergh; 6 июня 1804, Йёнчёпинг — 31 января 1889, приход Кафедрального собора Линчёпинга) — один из популярнейших шведских писателей, известный под псевдонимом «Дядя Адам» (Onkel Adam). В 1832 начал писать свои «жанровые картинки» в «Stockholmsposten», а затем в «Aftonbladet». Эти беспритязательные наброски, в которых «наивысший эффект достигается самыми простыми средствами», представляли своей простотой и искренностью резкий контраст искусственной вычурной манере большинства тогдашних шведских литераторов. Они появились отдельными книгами: «Жанровые кapтинки»(«Genremålningar», 1842) и «Четыре сигнатурки» («De fyra Signaturerna», 1843). За ними последовали новеллы и романы: «Гувернантка» («Guvernanten», 1843), «Имя» («Ett namn», 1845), «Адъюнкт пастора» («Pastorsadjunkten», 1845), «Параллели» («Paralleler», 1846). Одноактные пьески В. с успехом ставились уже с 1842 («Проба», «Pröfningen»), В. мастерски схватывает провинциально-городскую повседневность, заимствуя сюжеты, большей частью, из жизни низших классов общества; его тонкий и мягкий юмор переходит в резко сатирический тон, когда он касается паразитизма привилегированных сословий. Веттерберг — один из самых выдающихся представителей шведской литературы 40-х и 50-х годов XIX века, ярый поборник идей социального равенства и сторонник реформ, направленных к отмене устарелого народного представительства по сословиям. 